# Bill Hewitt
William Severlyn "Bill" Hewitt (Cambridge, Massachusetts, 8 de agosto de 1944) es un exjugador de baloncesto estadounidense que disputó 6 temporadas en la NBA. Con 2,00 metros de estatura, jugaba en la posición de alero.

## Trayectoria deportiva

### Universidad
Tras pasar dos años en el pequeño Community College de Mt. San Antonio, jugó durante dos temporadas con los Trojans de la Universidad del Sur de California, en las que promedió 19,1 puntos y 11,3 rebotes por partido. En ambas temporadas fue incluido en elmejor quinteto de la Pacific Ten Conference. Comparte con Cliff Robinson y Harold Miner el récord de más puntos en un partido de los Trojans, con 39.

### Profesional
Fue elegido en la undécima posición del Draft de la NBA de 1968 por Los Angeles Lakers, y también por los Denver Rockets en la tercera ronda del draft de la ABA, eligiendo la opción de los Lakers. Los 7,2 puntos y 4,4 rebotes por partido que promedió, le valieron para ser incluido en el mejor quinteto de rookies de la temporada. Pero no tuvo continuidad en el equipo, siendo traspasado poco después del inicio de la temporada siguiente a Detroit Pistons a cambio de Harold Hairston.
Su juego con los Pistons se caracterizó por el aspecto defensivo, jugando su mejor campaña como profesional al año siguiente, en la que promedió 7,7 puntos y 7,3 rebotes por encuentro. Jugó un año más en Detroit, tras el cual fue cortado por el equipo, firmando como agente libre por los Buffalo Braves. Allí jugó una temporada en la que no contó con demasiadas oportunidades, yendo a parar al año siguiente a Chicago Bulls, de donde fue cortado tras 18 partidos, optando por la retirada. En el total de su carrera promedió 5,7 puntos y 5,5 rebotes.

## Estadísticas de su carrera en la NBA

### Temporada regular
| Temp.   | Edad | Equipo      | Liga | P   | TIT | MIN  | TC  | TCA | %TC  | 3P | 3PA | %3P | TL  | TLA | %TL  | R.OF. | R.DEF. | REB | ASIS | ROB | TAP | PER | FP  | PTS |
| 1968-69 | 24   | L.A. Lakers | NBA  | 75  |     | 19.4 | 3.2 | 7.0 | .453 |    |     |     | 0.8 | 1.4 | .575 |       |        | 4.4 | 1.0  |     |     |     | 1.9 | 7.2 |
| 1969-70 | 25   | TOTAL       | NBA  | 65  |     | 19.7 | 1.7 | 4.6 | .369 |    |     |     | 0.8 | 1.4 | .574 |       |        | 5.4 | 1.0  |     |     |     | 2.0 | 4.2 |
| 1969-70 | 25   | L.A. Lakers | NBA  | 20  |     | 23.9 | 1.3 | 4.4 | .284 |    |     |     | 0.8 | 1.6 | .516 |       |        | 7.1 | 1.4  |     |     |     | 2.0 | 3.3 |
| 1969-70 | 25   | Detroit     | NBA  | 45  |     | 17.8 | 1.9 | 4.7 | .405 |    |     |     | 0.8 | 1.4 | .603 |       |        | 4.7 | 0.8  |     |     |     | 2.0 | 4.6 |
| 1970-71 | 26   | Detroit     | NBA  | 62  |     | 27.8 | 3.3 | 7.0 | .467 |    |     |     | 1.1 | 1.9 | .575 |       |        | 7.3 | 2.0  |     |     |     | 3.0 | 7.7 |
| 1971-72 | 27   | Detroit     | NBA  | 68  |     | 17.7 | 1.9 | 4.1 | .473 |    |     |     | 0.6 | 1.2 | .500 |       |        | 5.4 | 1.0  |     |     |     | 2.0 | 4.5 |
| 1972-73 | 28   | Buffalo     | NBA  | 73  |     | 18.2 | 2.1 | 5.0 | .418 |    |     |     | 0.6 | 1.0 | .554 |       |        | 5.0 | 1.5  |     |     |     | 2.1 | 4.7 |
| 1974-75 | 30   | Chicago     | NBA  | 18  |     | 25.9 | 3.1 | 7.2 | .434 |    |     |     | 0.8 | 1.3 | .609 | 1.7   | 4.8    | 6.4 | 1.3  | 0.5 | 0.6 |     | 2.6 | 7.0 |
| Total   |      |             | NBA  | 361 |     | 20.7 | 2.5 | 5.6 | .439 |    |     |     | 0.8 | 1.4 | .561 | 1.7   | 4.8    | 5.5 | 1.3  | 0.5 | 0.6 |     | 2.2 | 5.7 |

### Playoffs
| Temp.   | Edad | Equipo      | Liga | P  | MIN | TCA | TC  | 3PA | 3P | TLA | TL | R.OF. | REB | ASIS | ROB | TAP | PER | FP | PTS | %TC  | %3P | %FT  | MIN  | PTS | REB | AST |
| 1968-69 | 24   | L.A. Lakers | NBA  | 15 | 412 | 61  | 151 |     |    | 18  | 29 |       | 78  | 17   |     |     |     | 40 | 140 | .404 |     | .621 | 27.5 | 9.3 | 5.2 | 1.1 |
| Total   |      |             | NBA  | 15 | 412 | 61  | 151 |     |    | 18  | 29 |       | 78  | 17   |     |     |     | 40 | 140 | .404 |     | .621 | 27.5 | 9.3 | 5.2 | 1.1 |